# Lenny Wolf
Lenny Wolf, född Frank Wöllschlager 11 mars 1962 i Hamburg i Västtyskland, är en tysk sångare och låtskrivare. Han är bland annat känd från grupper som Stone Fury och Kingdom Come.

### Fotnoter
1. ↑  Discogs, Discogs artist-ID: 290350, läst: 9 oktober 2017.[källa från Wikidata]
2. ↑  ”Lenny Wolf of Kingdom Come” (på engelska). They Will Rock You. 7 februari 2011. Arkiverad från originalet den 26 september 2020. https://web.archive.org/web/20200926204148/http://theywillrockyou.com/2011/02/interview-lenny-wolf-kingdom/. Läst 10 februari 2020.
3. ↑  Jan Jacobson (24 maj 2019). ”Det förflutnas betydelse ligger i nuet och framtiden”. Yrkeshögskolan Novia. sid. 5. https://www.theseus.fi/bitstream/handle/10024/179450/Jacobson_Jan.pdf?sequence=2&isAllowed=y. Läst 10 februari 2020.